# Allalinhorn
L'Allalinhorn est un sommet des Alpes valaisannes qui fait partie du massif des Mischabels.

## Ascension
La première ascension a été réalisée le 28 août 1856 par Franz Andenmatten, E.L. Ames et un membre de la famille Imseng. La première traversée a été faite le 1er août 1860 par Leslie Stephen, W.F. Short, F.W. Jacomb et C. Fischer avec F.J. Andenmatten, M. Anthamatten, P. Taugwalder et J. Kronig.
Ce sommet est connu pour être l'un de ceux supérieurs à 4 000 m d'altitude les plus faciles et accessibles. En effet, il ne présente aucune difficulté technique et le Métro Alpin, permettant de monter à 3 500 m, limite le dénivelé à environ 500 m. Toutefois, la totalité de l'itinéraire se déroule sur un glacier. Il est donc indispensable d'être équipé (piolet, crampons, baudrier) et encordé. Les effets de l'altitude peuvent également se faire sentir du fait de la raréfaction de l'oxygène et de la montée rapide par les remontées mécaniques.

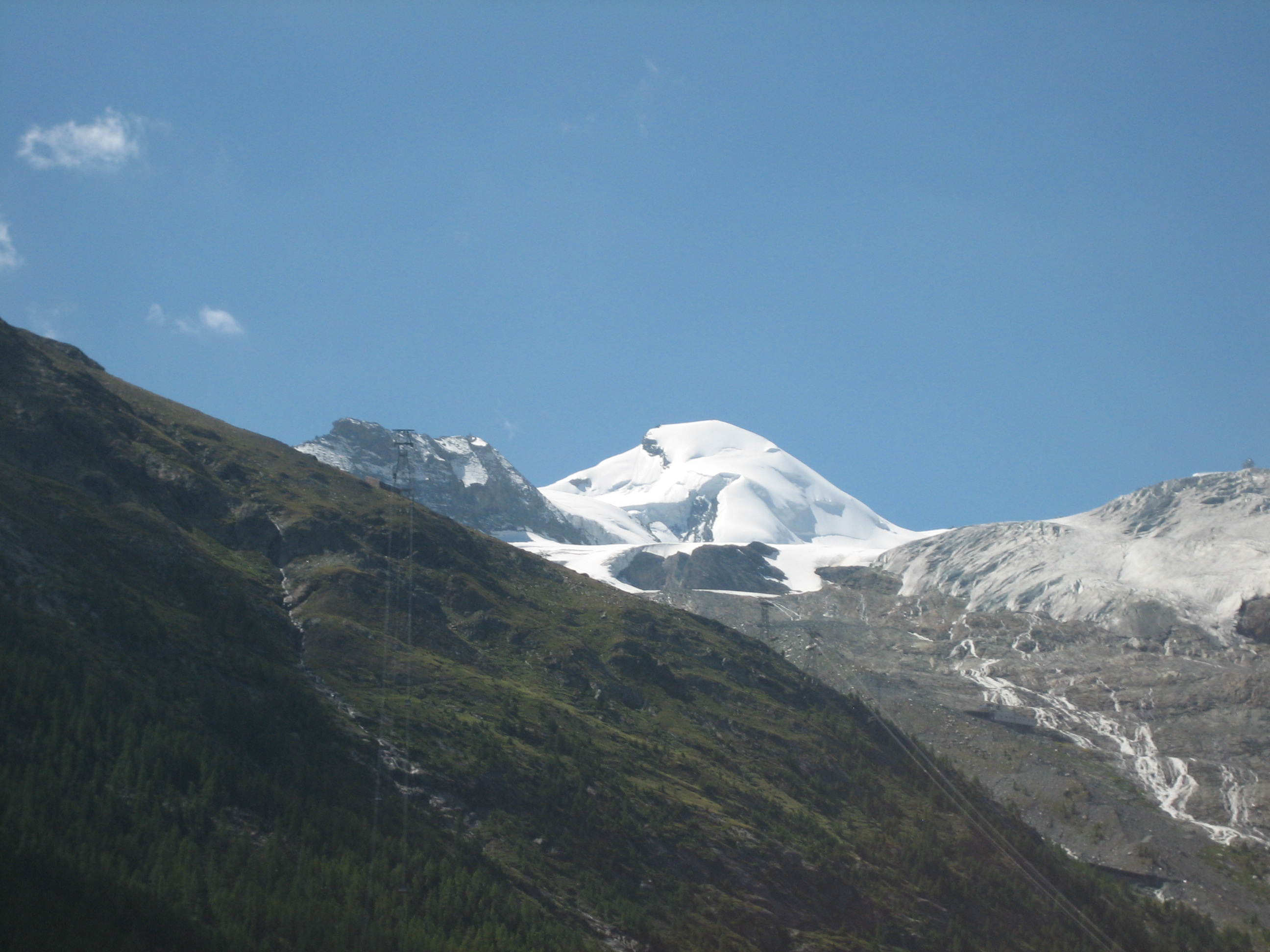
Vue sur l'Allalinhorn depuis Saas-Fee.

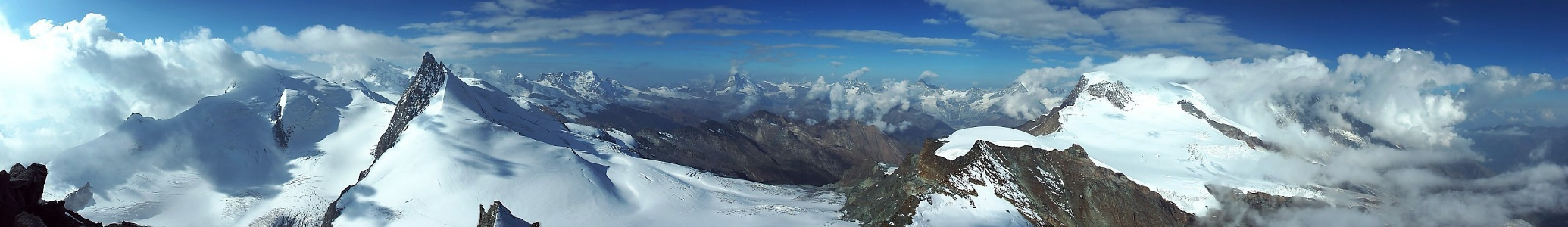
Panorama du sommet de l'Allalinhorn